# Bertie Ahern
Pour les articles homonymes, voir Ahern.
 (juin 2021).
Si vous disposez d'ouvrages ou d'articles de référence ou si vous connaissez des sites web de qualité traitant du thème abordé ici, merci de compléter l'article en donnant les références utiles à sa vérifiabilité et en les liant à la section « Notes et références ».
Patrick Bartholomew « Bertie » Ahern (Pádraig Parthalán Ó hEachthairn en irlandais), né le 12 septembre 1951 à Dublin, est un homme d'État irlandais, membre du Fianna Fáil.
Ministre du Travail, puis des Finances, entre 1987 et 1994, il prend cette année-là la succession d'Albert Reynolds à la tête du Fianna Fáil et conduit le parti à la victoire aux élections de 1997. Il devient alors le onzième Premier ministre d'Irlande (Taoiseach), et le plus jeune titulaire de ce poste. Il remporte deux autres mandats, en 2002 et 2007, mais est contraint à la démission en 2008, achevant le second plus long mandat à la tête du gouvernement irlandais depuis Éamon de Valera. Au cours des onze années qu'il a passées à la diriger, l'Irlande a connu une forte croissance économique qui lui a valu le surnom de « Tigre celtique ».

## Éléments personnels

### Famille
Il est né à Dublin, dans le quartier de Drumcondra, étant le cadet d'une fratrie de cinq enfants. Deux de ses frères, Noel et Maurice, seront également impliqués dans la vie politique. Ses parents, Con Ahern et Julia Hourihane, tous deux issus d'une famille paysanne, étaient originaires du comté de Cork. Son père a en outre combattu au cours de la guerre civile irlandaise et soutenait Éamon de Valera, s'opposant au traité anglo-irlandais.
Il a fait en 1972 la rencontre de Miriam Kelly, qui vivait non loin de chez lui, et l'épouse trois ans plus tard. Le couple a eu deux filles : Cecelia, auteur de romans, et Georgina. Ils divorcent en 1992, ce qui fera de lui le premier Taoiseach divorcé de l'histoire de l'Irlande. À partir de 2003, il entreprend une relation avec Celia Larkin, recevant les critiques de Desmond Connell, archevêque de Dublin. Il est par ailleurs un catholique romain pratiquant.

### Études et profession
Il suit ses études secondaires au St. Patrick's National School de Drumcondra, puis chez les Frères chrétiens de Saint-Aidan, dans le quartier de Whitehall. Il reçoit ensuite un diplôme universitaire de la faculté de commerce de l'institut de technologie de Dublin (DIT).
Il a travaillé au département de comptabilité du Mater Hospital de Dublin, se décrivant comme expert-comptable, même s'il a été révélé dans les années 2000 qu'il n'avait jamais pu atteindre ce statut, puisqu'il n'avait été admis dans aucune association professionnelle.

## Carrière politique

### Les débuts
Bien qu'il adhère au Fianna Fáil à l'âge de 17 ans, en 1969, il s'intéresse à la vie politique dès 1965, en participant à la campagne du parti lors d'une élection partielle par l'installation d'affiches électorales sur des lampadaires dans son quartier natal. C'est à cette occasion qu'il fera la connaissance de Charles J. Haughey, son mentor politique et futur Premier ministre.
Il est élu pour la première fois député (Teachta Dála, TD) au Dáil Éireann lors des élections générales de 1977, au cours desquelles sa formation remporte 84 sièges sur 148, dans la nouvelle circonscription de Dublin Finglas. Au cours de ses premières années comme parlementaire, il reste un simple député tout en faisant preuve d'une certaine ambition. Deux ans après le scrutin, il choisit de soutenir Charles Haughey contre George Colley dans la course à la direction du Fianna Fáil. À la suite de la victoire de Hauhghey, il devient assistant au Chief Whip du gouvernement.
En 1980, du fait des ennuis de santé du Chief Whip, Ahern exerce les missions dévolues à ce dernier. Lors des trois élections générales qui s'enchaînent entre 1981 et 1982, le nombre de suffrages qui se portent sur son nom augmente systématiquement, au point de dépasser ceux obtenus par George Colley, qui se voit élu dans la même circonscription que lui, Dublin Central. Le Fianna Fáil étant revenu au pouvoir en mars 1982, il est désigné Chief Whip du gouvernement, mais doit renoncer au mois de décembre, le parti faisant son retour dans l'opposition. Il est alors nommé porte-parole pour le Travail.

### Au gouvernement

#### Ministre du Travail
Aux élections de 1987, le Fianna Fáil, sous la direction de Charles Haughey, parvient à reconquérir le pouvoir et forme un gouvernement minoritaire le 10 mars, dans lequel Bertie Ahern occupe le poste de ministre du Travail. Ce portefeuille n'était alors pas considéré comme de premier plan, mais acquiert par la suite une grande importance dans la stimulation de l'économie irlandaise, alors en difficulté. Au nom du gouvernement, il négocie en 1989 le « programme de redressement national », premier accord salarial national entre les syndicats et le patronat. Cette démarche, et l'accord salarial en découlant, gagnent alors le nom de « modèle irlandais », qui sera imité par d'autres pays européens.
Reconduit après les élections anticipées de 1989, qui conduisent le parti au pouvoir à s'associer avec les Démocrates progressistes (PD), il négocie l'année suivante le deuxième accord salarial national, le « programme pour le progrès économique et social ». Cette même année 1990, il dirige la campagne électorale du ministre de la Défense Brian Lenihan, Snr, candidat à l'élection présidentielle. Il s'est avéré ne pas être assez efficace puisque Lenihan, présenté comme imbattable, a été défait par la candidate indépendante soutenu par les travaillistes, Mary Robinson. Il en a été directement affecté, étant présenté comme le premier directeur de campagne présidentiel du parti à ne pas remporter un tel scrutin. Il participe l'année suivante aux négociations suivant la rupture de la coalition avec les PD et parvient, alors que tout espoir semblait perdu, à faire revenir les démocrates au gouvernement. Le Taoiseach Charles Haughey dira alors de lui qu'il est « Le plus habile, le plus sournois, le plus rusé de tous ».

#### Successeur potentiel de Haughey
En novembre 1991, le ministre des Finances, Albert Reynolds, conteste à Haughey la direction du parti. Ce dernier, auquel Ahern a immédiatement apporté son soutien, défait Reynolds et procède, le 14, à un remaniement ministériel au cours duquel le ministre des Finances et ses soutiens sont débarqués. Bertie Ahern est alors choisi pour remplacer Reynolds. À peine dix semaines plus tard, le Premier ministre démissionne, et incite alors son nouveau ministre des Finances à se lancer dans la course à sa succession. Ce dernier décide toutefois de ne pas déclarer sa candidature, permettant à Albert Reynolds de prendre la tête du Fianna Fáil et du cabinet. Il n'est pas exclu que tous deux aient conclu un accord conduisant au retrait d'Ahern.
À la suite des élections générales de 1992, le Fianna Fáil conclut une alliance avec le Parti travailliste (Labour), une première, mais les ministres du Labour démissionnent le 19 novembre 1994, étant opposé au candidat du Taoiseach au poste de président de la Haute Cour. Bertie Ahern remplace alors le travailliste Dick Spring en tant que Vice-Premier ministre (Tánaiste) le 19 novembre.

### Chef du Fianna Fáil et de l'opposition
Il prend ce même jour la direction du parti, étant le premier candidat à être élu sans opposition depuis Seán Lemass, en 1959. Des négociations en vue de constituer un nouveau cabinet commencèrent immédiatement, une issue positive étant alors attendue. Toutefois, après de nouvelles révélations, le gouvernement finit par tomber et céder sa place à la « coalition Rainbow », formée du Fine Gael, des travaillistes et de la Gauche démocratique (DL). Bertie Ahern devient alors le quatorzième chef de l'Opposition irlandaise.
La campagne du Fianna Fáil pour le scrutin de 1997 se concentre principalement sur la personnalité de son chef. La formation parvient à décrocher 77 députés sur 166 au Dáil Éireann, dix de plus qu'en 1992. Après avoir constitué un gouvernement de coalition avec les quatre parlementaires Démocrates progressistes (PD) et obtenu le soutien de quatre élus indépendants, Bertie Ahern est nommé Premier ministre le 26 juin. Âgé de 45 ans le jour de son entrée en fonction, il est alors le plus jeune titulaire de ce poste de l'histoire irlandaise depuis William T. Cosgrave.

## Premier ministre d'Irlande

### Premier mandat (1997-2002)
Les six premiers mois de son premier gouvernement ne furent pas simples. Il tenta tout d'abord de nommer David Andrews ministre de la Défense et ministre délégué au département des Affaires étrangères, ce qui est contraire à la Constitution. Il a ensuite dû faire face, au mois d'octobre, à la démission de son chef de la diplomatie, Ray Burke, qui avait reconnu avoir reçu un paiement de trente mille livres irlandaises. Son mentor, Charles Haughey, ayant également été convaincu de corruption, le gouvernement institua deux enquêtes publiques concernant ce phénomène. Point positif de cette période, l'IRA provisoire décida le renouvellement de son cessez-le-feu. L'une des principales réalisations du premier mandat de Bertie Ahern fut d'ailleurs la conclusion de l'accord du Vendredi saint, dit aussi « accord du Vendredi Saint », qui mettait fin au conflit nord-irlandais. L'accord, signé le 10 avril 1998, est le fruit de négociations entre les gouvernements britannique, irlandais, et les partis politiques d'Irlande du Nord, ce qui constituait une première. Les discussions ont d'ailleurs conduit au développement d'une amitié personnelle entre Ahern et le Premier ministre britannique de l'époque, Tony Blair, qui devient, le 26 novembre, le premier chef de gouvernement du Royaume-Uni à prendre la parole devant le Dáil Éireann.
Grâce à la forte croissance économique, l'Irlande gagne le surnom de « Tigre celtique » et voit un accroissement de la prospérité et du niveau de vie des habitants. Cette conjoncture économique favorable a d'ailleurs permis au ministre des Finances, Charlie McCreevy, de faire voter plusieurs budgets généreux, destinés à résorber les déficits d'infrastructures dans les secteurs du transport et de la santé. En 2009, après l'effondrement de l'économie irlandaise, il a déclaré que sa décision de créer, en 2001, une autorité de régulation financière était l'une des principales raisons de l'écroulement du secteur bancaire et que s'il avait une seconde chance, il ne le referait pas.

### Deuxième mandat (2002-2007)
Lors des élections générales de 2002, sa coalition remporte 89 sièges, dont 81 pour le seul Fianna Fáil, soit trois sièges de moins que la majorité absolue espérée par le Taoiseach. Il s'agit de la première reconduction d'un gouvernement depuis 1969. Il déclenche peu après une controverse en annonçant des coupes budgétaires à cause du recul des économies mondiale et irlandaise, alors que Charlie McCreevy avait affirmé plusieurs fois au cours de la campagne qu'aucune décision de ce genre n'était prévue. Le gouvernement a également été accusé de mentir à l'opinion publique concernant la guerre d'Irak : il a en effet été révélé que des appareils militaires américains transportant des troupes avaient, en 2003, fait escale à l'aéroport de Shannon afin de s'y ravitailler, alors que depuis l'indépendance, la politique étrangère du pays est fondée sur la neutralité militaire. Le gouvernement a d'abord affirmé qu'aucune troupe n'avait utilisé Shannon, avant de rétorquer qu'il existait une autorisation de cinquante ans.
La chute de popularité du Premier ministre et de son cabinet est suivie, en 2004, du plus mauvais résultat du Fianna Fáil aux élections locales depuis 1922. Malgré les spéculations, personne ne contesta la direction du parti à Ahern, qui connut alors un regain de popularité. Taxé d'inaction, il procède à un remaniement ministériel le 29 septembre 2004, au cours duquel Brian Cowen succède à Charlie McCreevy comme ministre des Finances. Toutefois, avec seulement trois nouveaux membres, ce changement d'équipe n'est pas aussi important qu'attendu.

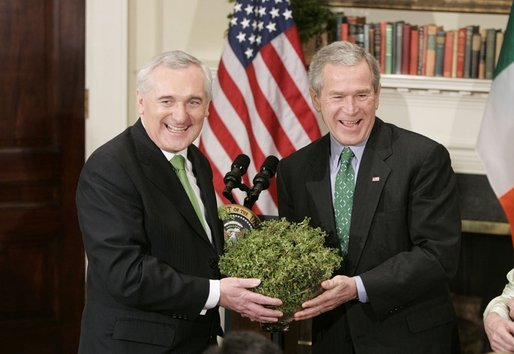
Bertie Ahern et George W. Bush, président des États-Unis, lors de la fête de la Saint-Patrick, en 2005.

La période d'impopularité du gouvernement est toutefois de courte durée, grâce au retour de la croissance économique et à un réaménagement des priorités du gouvernement, qui fait adopter en mars 2004 une loi interdisant de fumer dans les lieux publics et sur le lieu de travail. Des améliorations ont en outre été accomplies dans les infrastructures de transport, avec le lancement du tramway de Dublin, la construction de nouvelles routes et la séparation en trois entités de la société de gestion des aéroports Aer Rianta.
Lors du premier semestre de l'année 2004, l'Irlande occupe pour six mois la présidence du Conseil de l'Union européenne. Au cours de cette période, les dirigeants européens s'accordent sur le traité établissant une Constitution pour l'Europe, rétablissent de bonnes relations avec les États-Unis, désignent José Manuel Durão Barroso comme futur président de la Commission européenne, et l'Union accueille dix nouveaux États membres, le plus vaste élargissement de son histoire.
Interrogé par ses partenaires de coalition, les Démocrates progressistes, au sujet d'une conférence à Manchester en 1994, pour laquelle il a été rémunéré huit mille livres sterling, les révélations continues concernant son apparition publique menacent la stabilité de son gouvernement, surtout quand il est avéré qu'un des hommes d'affaires présents, Micheál Wall, lui a ensuite vendu une maison. Le chef du gouvernement a donc présenté ses excuses devant le Dáil Éireann et promis un renforcement de la législation sur l'éthique publique.
Il devient, en mai 2007, le premier chef du gouvernement irlandais à prononcer un discours devant les chambres réunies du Parlement du Royaume-Uni.

### Troisième mandat (2007-2008)
Aux élections générales du 24 mai 2007, le Fianna Fáil obtient 41 % des voix et 78 sièges, ce qui est considéré comme une victoire dans la mesure où des interrogations concernant les finances d'Ahern ont surgi en début de campagne, et où les sondages n'accordaient, en avril, que 35 % d'intentions de vote au parti, tandis que l'alliance entre le Fine Gael et les travaillistes frôlait les 40 %, grâce notamment à la proposition du Labour de réduire le taux minimal de l'impôt sur le revenu, alors que l'alliance au pouvoir s'était toujours concentrée sur le taux maximal. Il est toutefois confronté à la déroute des PD, qui perdent six députés sur huit, dont le siège de leur chef, Michael McDowell. Il constitue alors un gouvernement de coalition avec les démocrates et le Parti vert (GP), qui avait remporté six élus et faisait là sa première entrée au gouvernement. Lors de sa réélection au poste de Premier ministre, il reçoit également le soutien de trois indépendants.
Sa réputation de « Taoiseach de téflon » a été entachée par des accusations de dons en espèces de la part d'entrepreneurs. Paradoxalement, bien que l'opinion publique jugeait majoritairement que l'acceptation de tels dons était une mauvaise chose, la popularité du Fianna Fáil s'est maintenue aux environs de 30 %, alors que celle du Fine Gael est retombée aux alentours de 20 %, et celle du Labour stagnait autour des 10 %.
Contraint de comparaître devant le « tribunal Mahon », officiellement « tribunal d'enquête sur les questions de planification et de paiements », en septembre 2007, il perd la confiance de l'opinion publique, un sondage alors montrant que moins d'un tiers de ses concitoyens croyaient en la réalité de ses finances. Le chef du Labour, Eamon Gilmore, réclame alors sa démission, tandis qu'une motion de censure est déposée contre Ahern au Dáil Éireann à la fin du mois. Après un débat houleux, au cours duquel le chef du gouvernement est traité de menteur, la motion est rejetée par 81 voix contre 76, dont les voix des six écologistes, de quatre indépendants et des deux démocrates. Dans une enquête d'opinion parue en janvier 2008, 78 % des sondés indiquent penser qu'il n'a pas donné une image complète de ses comptes lors de sa comparution. Le mois suivant, le ministre de l'Environnement et chef du GP, John Gormley, déclare que les comparutions du Taoiseach devant le tribunal Mahon l'éloignaient de son travail gouvernemental.

### Démission et fin de carrière
Il annonce finalement, le 2 avril, son intention de démissionner de l'ensemble de ses fonctions le 6 mai suivant. Il se rend tout de même à Washington DC le 30 avril, pour s'exprimer devant le Congrès des États-Unis. Il est alors le sixième dirigeant politique irlandais à prendre la parole devant le Parlement américain et la sixième personne à avoir prononcé un discours devant les organes législatifs britannique et américain. Il est remplacé à la tête du parti par son Vice-Premier ministre et ministre des Finances, Brian Cowen, à la date prévue du 6 mai, celui-ci étant investi à la tête du gouvernement le lendemain. Son mandat ayant duré en tout dix ans, dix mois et onze jours, il s'agit là du second plus long de l'histoire de l'Irlande, consécutivement ou non, après celui d'Éamon de Valera.
Le 30 décembre 2010, il déclare renoncer à se présenter aux élections anticipées de 2011, rappelant qu'il était dans ses projets de mettre un terme à sa carrière politique avant ses soixante ans. Il fait savoir le mois suivant qu'il n'a aucun espoir que le Fianna Fáil conserve deux sièges dans sa circonscription de Dublin Central. Lors du scrutin, il n'en récoltera en effet aucun.